# Sân bay Tonj
Sân bay Tonj là một sân bay ở thành phố Tonj, bang Warrap, Nam Sudan.

## Vị trí
Sân bay nằm ở phía tây khu trung tâm thành phố Tonj.
Vị trí này cách Sân bay Quốc tế Juba khoảng 420 km (260 mi) về phía tây bắc. Sân bay Tonj nằm ở độ cao 431 m (1.414 ft) trên mực nước biển và có một đường băng không trải nhựa.

## Tai nạn
Vào ngày 20 tháng 12 năm 2009, một chiếc máy bay phản lực cánh quạt BAe-748-398 do 748 Air Services vận hành đã phóng qua đường băng khi đang hạ cánh, đâm vào một cụm nhà và giết chết hai mẹ con trên mặt đất. Không ai trong số những người trên máy bay bị thương nhưng nó đã bị hư hỏng không thể sửa chữa được.